# El club de la comedia (Chile)
El club de la comedia (CDLC) fue un programa de televisión chileno de comedia, emitido por Chilevisión entre 2007 y 2014.
Creado a partir de la crisis y quiebre del elenco de SCA en 2007, El club de la comedia está compuesto por un grupo de actores que realizan monólogos según el formato comedia en vivo, frente a un público presente en un estudio de televisión. Además de ello, se realizan secciones o gags humorísticos entre cada monólogo. A pesar de que estos se realicen frente a un público en vivo, por la existencia de los sketches el programa es grabado.
Sus integrantes son considerados como los precursores del stand up comedy en Chile.

## Historia
Tras la crisis que vivió la Sociedad de Comediantes Anónimos, emitido por el canal de cable Vía X, que implicó la salida de gran parte del elenco original. En julio de 2007, Pedro Ruminot, quien fuera guionista de Duro de domar, además de hacer la sección El notero pobre y también asesor creativo de REC, ambos programas de Chilevisión, recomienda al canal a los exintegrantes de la SCA y presenta el proyecto con elenco compuesto por el mismo Ruminot, Pato Pimienta, Nathalie Nicloux, Sergio Freire, Juan Pablo Flores y Natalia Valdebenito (Cabra chica gritona) e iniciaron el programa El club de la comedia en Chilevisión. El programa tenía gags como El hombre ardiente, El encuestador, Fanático del General, El terrible jefe, entre otros. Y manteniendo algunos de los hechos en la SCA como El gay encubierto (bajo el nombre Álex y Coto).
Durante el periodo que el expresidente de la República Sebastián Piñera fue dueño de Chilevisión, protagonizó un anecdótico momento cuando los integrantes Rodrigo Salinas, Pedro Ruminot, Fabrizio Copano y Sergio Freire ingresan al canal y se encuentran con Piñera y los confunde con la banda de rock chilena Los Búnkers y a partir de dicho momento los integrantes son comparados con los músicos oriundos de Concepción.
Durante el verano de 2008 se emitió El club de la comedia Summer (temporada de verano), donde los comediantes hablan sobre el verano y los antiguos gags están enfocados en el mismo, además de nuevos gags como Hombre Existencial, El Capo, Comentario de Cine Pirata, entre otros.
El jueves 26 de junio de 2008 comenzó en Chilevisión la segunda temporada de este programa, manteniendo el día y el horario de la temporada anterior (jueves 22:00). Para esta temporada, se han sumado al elenco dos nuevos integrantes: Javiera Acevedo y Rodrigo Salinas. Asimismo, el programa lanzó tres DVD de la primera temporada.
En 2009 el programa cambió su horario de emisión (anteriormente los jueves a las 22:00) para el día lunes al mismo horario. También se informan cambios en el elenco: se retira Javiera Acevedo e ingresa Fabrizio Copano. La dirección acorta el tiempo dedicado a los monólogos y extiende el tiempo de los gags.
En 2010, El club de la comedia cambió su horario de emisión (anteriormente los lunes a las 22:00) para el día miércoles a las 22:45 y el jueves 27 de mayo cambio nuevamente a los jueves a las 22:00, después de que terminara la teleserie nocturna Mujeres de lujo. También se informan cambios en el elenco: se retiran Nathalie Nicloux y Natalia Valdebenito, y se incorporan Jenny Cavallo y Alison Mandel.
A mediados de 2011 y 2012, El club de la comedia empieza a transmitir un sketch llamado El Late con Fabrizio Copano, un programa de entrevistas a personajes (interpretados por el elenco), sketches y un ranking musical. En este se destacan Los Fachos Quincheros, Presidente Travesti y El guatón Salinas. Ya para 2012, El Club de la comedia es reemplazado por El late de Fabrizio Copano (también simplemente llamado El late), que es similar en contenidos a su antecesor y que cuenta con la misma cantidad de actores, salvo Juan Pablo Flores. En junio de 2013 se confirmó una nueva temporada, siendo estrenada el 14 de junio del mismo año.

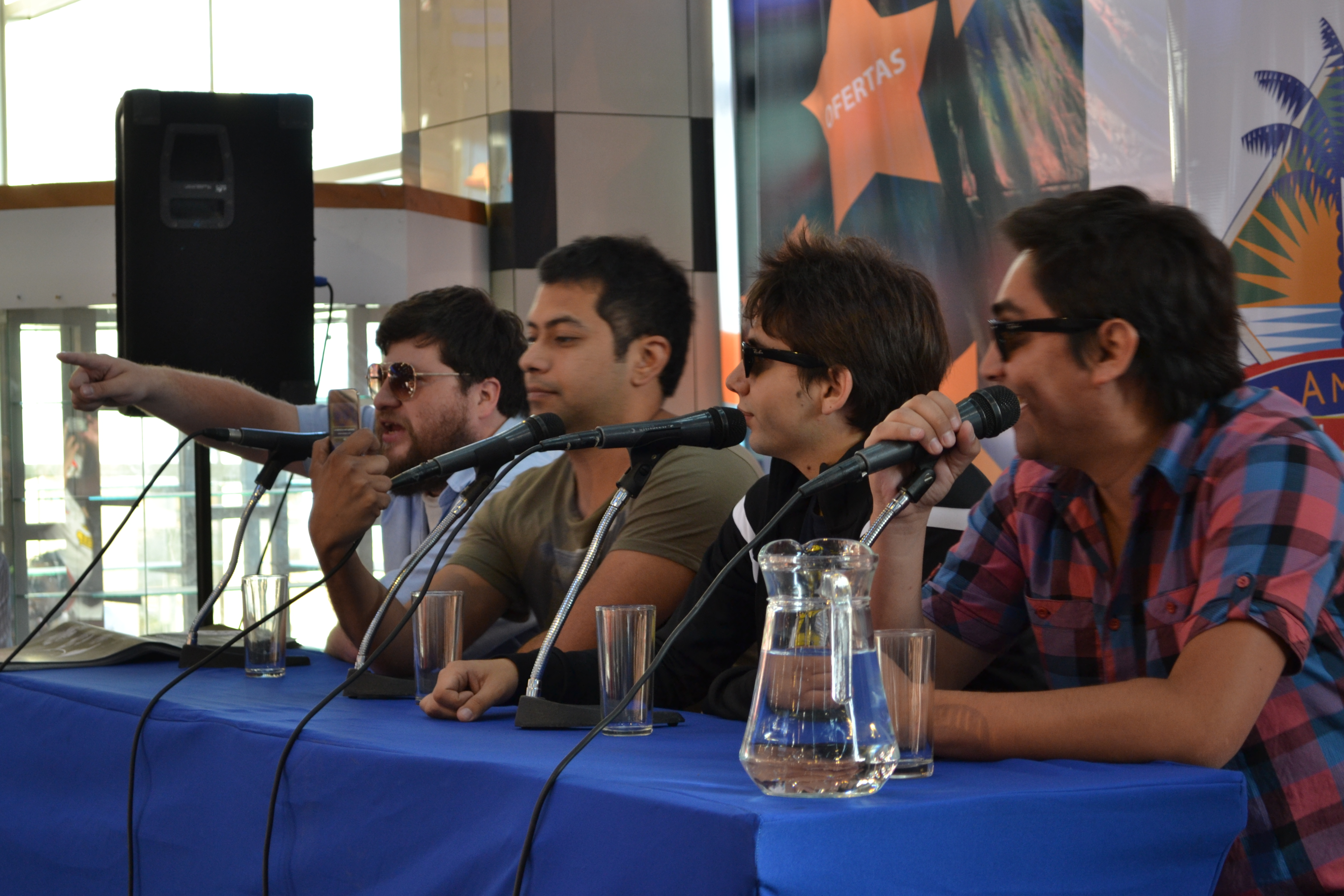
De izquierda a derecha: Rodrigo Salinas, Pedro Ruminot, Fabrizio Copano y Sergio Freire en 2011.

El 10 de abril de 2014 se estrenó la nueva temporada del programa, trasladándose al horario de los jueves a las 23:00 horas (mismo horario que tenía en sus inicios). Sin embargo, salen Alison Mandel, María Eugenia Martínez y María José Quiroz y llegan 7 integrantes nuevos.
El capítulo final se transmitió el 9 de diciembre de 2014, luego de siete años y once temporadas de emisión.
En diciembre de 2017 se anunció la reemisión del programa, a cargo de Sergio Freire y Rodrigo Salinas,  Esta temporada mostró lo mejor de las temporadas pasadas como parte de la celebración de los 10 años del programa.

## Elenco

### Integrantes
- Sergio Freire (Temporada 1-12)
- Natalia Valdebenito (Temporada 1-4)
- Nathalie Nicloux (Temporada 1-4)
- Juan Pablo Flores (Temporada 1-12)
- Pato Pimienta (Temporada 1-12)
- Pedro Ruminot (Temporada 1-12)
- Rodrigo Salinas (Temporada 2-12)
- Javiera Acevedo (Temporada 2-3)
- Fabrizio Copano (Temporada 3-12)
- Lucila Vit (Temporada 3)
- Alison Mandel (Temporada 5-10)
- Jenny Cavallo (Temporada 5-9)
- Alejandra Dueñas (Temporada 8-9)
- Daniela "Chiqui" Aguayo (Temporada 10-12)
- María Paz Jorquiera (Temporada 10-12)
- Andrea Munizaga (Temporada 10-12)
- María José León (Temporada 10-12)
- Sergio Domínguez (Temporada 10-12)
- María José Quiroz (Temporada 10)
- María Eugenia Martínez (Temporada 10)
- Cano Saavedra (Temporada 11-12)
- María de los Ángeles Almazábar (Temporada 11-12)
- Laura Prieto (Temporada 11-12)
- Lucas Espinoza (Temporada 11-12)
- Josefina Nast (Temporada 11-12)
- Rodrigo González (Temporada 11-12)
- Rodrigo Vásquez (Temporada 11-12)
- Ignacio Socías (Temporada 11-12)

### Participaciones secundarias
- Raúl Sendra (Algunos episodios, temporada 2-12) [Gags]
- Hilda Cabezas (Algunos episodios, temporada 3-12) [Gags]
- Cristóbal García (Tatayaya) (Algunos episodios, temporada 2-12) [Gags, principalmente Papá cruel y el Late]

### Invitados especiales
- Felipe Avello (Gag de "Conde Trolok" y "La Onemmi's" y "Fabrizio Copano esta en Chilevisión").
- Julián Elfenbein (Gag de "Semenya" y "Fabrizio Copano está en Chilevisión").
- Yamna Lobos (Temporada verano 2009) [Gag de "Danza con Yamna Lobos"]
- Rodrigo "Pera" Cuadra (Capítulo de El Late)
- Cristian Sánchez (Cliente del "Emporio la Rosa Espinoza").
- Joyce Castiblanco (Los amigos gais)
- Pollo Fuentes (Especial de Navidad 2011)
- Pato Torres (Especial de Navidad 2011)
- Anita Alvarado (La guatona Candy navideña)
- Tanza Varela (Ratoncito)
- Macho y el Rey (Clientes del "Emporio la Rosa Espinoza").
- Rosa Espinosa (Capítulo de El Late)
- Luz Violeta

En la séptima temporada, hubo invitados comediantes que daban un monólogo al final del programa, esos fueron:
- Carolina Paulsen
- Alejandra Dueñas
- Cristina Peña y Lillo
- Paloma Salas
- Fernando Alarcón
- Carolina Domínguez
- Daniela Torrent
- Jorge Alís
- Gigi Martin

## Temporadas
- Temporada I: el Club de la Comedia comenzó a emitirse con su primera temporada el 16 de agosto de 2007.[5] Esta temporada tuvo relativo éxito, y marcó la continuación del SCA. El elenco en esta temporada estuvo compuesto por: Nathalie Nicloux, Juan Pablo Flores, Sergio Freire, Pato Pimienta, Natalia Valdebenito y Pedro Ruminot.
- El club de la comedia Summer: temporada especial de verano estrenada el 2 de enero de 2008, se puso al aire por el gran éxito en sintonía de la primera temporada. Aquí comienzan conocidos gags como "El hombre existencialista" y "El Capo".[6] Esta es la primera temporada donde el programa se emite en horario estelar.
- Temporada II: en esta temporada se integraron al elenco Rodrigo Salinas y Javiera Acevedo, siendo el primero quién se mantendría en el programa como miembro estable. Empezó el 26 de junio de 2008[7] con éxito menor al de las temporadas anteriores.
- Temporada III: se integran al personal Fabrizio Copano y la modelo Lucila Vit, los monólogos en esta temporada fueron grabados al aire libre en un pub de Valparaíso y en Viña del Mar.[8] Al igual que en la segunda temporada, la cuota de pantalla tuvo una gran baja. Esta también sería la última con Javiera Acevedo. Estrenada el 5 de enero de 2009.
- Temporada IV: Lucila Vit deja el programa; esta temporada sería la última de Natalia Valdebenito y Nathalie Nicloux, y no obtuvo buenos resultados en sintonía por el éxito de la telenovela de TVN, ¿Dónde está Elisa?. Estrenada el 21 de septiembre de 2009.[9]
- Temporada V: se van los dos rostros femeninos del programa: Nathalie Nicloux y Natalia Valdebenito, y llegan en su reemplazo Alison Mandel y Jenny Cavallo.[10] El primer capítulo de esta temporada se estrenó el 21 de abril de 2010, marcó en promedio 19,4 puntos de cuota de pantalla, superando a su competencia en ese horario.[11]
- Temporada VI: la sexta temporada del programa comenzó el día martes 19 de octubre de 2010, con una semana de retraso debido al rescate de los mineros de Atacama. El episodio estreno lideró la sintonía en horario central, marcando 21,5 puntos de sintonía, con una puntuación máxima de 27.[12]
- Temporada VII la séptima temporada del programa se estrenó el 14 de junio de 2011, con una audiencia de 19,3 pts. de cuota de pantalla[13] (siendo el programa más visto del día). Se estrenan nuevos sketch como La Onemmi's Japón, Huaso Bruto, Como ser buen director, Dar es dar entre otros.
- Temporada VIII: debutó el 18 de octubre de 2011, con una audiencia de 14,4 puntos de cuota de pantalla,[14] se estrenan nuevos sketch como Aló, Rosa y Canal Pirata (este último ya había sido realizado en 2008 en la temporada veraniega). Se incorpora al elenco del programa la locutora radial Jani Dueñas.[15]
- Temporada IX: Pedro Ruminot dijo en Facebook, la nueva temporada del Club de la Comedia, comenzó el 10 de abril de 2012 a las 22:30 en Chilevisión. Fue la última temporada del programa en emisión hasta el 10 de julio del mismo año.
- Temporada X:El 18 de mayo de 2013 se informó en una conferencia de prensa con los integrantes del programa que habría una nueva temporada para junio del 2013 con cinco nuevos integrantes: Daniela Aguayo, María Paz Jorquiera, Andrea Munizaga, María José León y Sergio Domínguez. Su capítulo estreno fue el líder de sintonía de ese día, un logro que el programa no alcanzaba desde el capítulo estreno de la temporada VII marcando 16,9 puntos de cuota de pantalla. Posteriormente se incorporan María José Quiroz y María Eugenia Martínez, integrantes del dúo humorístico "Las iluminadas".
- Temporada XI: Última temporada del programa, emitida durante el 2014.[3]
- Temporada XII: La temporada de recopilación del programa se estrenó el 3 de enero de 2018, como celebración de los 10 años del programa.

## Segmentos

### Monólogos
Durante el desarrollo de cada capítulo, casi todos los integrantes del elenco realizan una presentación en vivo en la cual presentan un monólogo sobre diferentes situaciones de la vida diaria, pero en un tono cómico y a veces irónico, que dura alrededor de 5-8 minutos cada uno.

### Gags
El programa está compuesto en su mayoría por gags, que no duran más de 2 minutos en general. La mayoría sólo aparece por una temporada, a excepción de algunos, como el El encuestador, Álex y Coto, el hombre ardiente y El celoso.

## Controversias

### Contenido y humor
Si bien el programa ha tenido una buena respuesta del público, ha recibido diversas críticas por el tipo de humor y temas que expone, sobre todo en recientes temporadas, siendo el más claro ejemplo las denuncias que recibieron del CNTV.
El comediante chileno, Bombo Fica declaró que encontraba al programa "fome" y críticos de espectáculos como Larry Moe y Vasco Moulian han cuestionado abiertamente su contenido.

### Renuncia de sus rostros femeninos
A fines del 2009, los dos rostros femeninos del programa, Nathalie Nicloux y Natalia Valdebenito, decidieron no renovar contrato con el canal, causando un verdadero revuelo, ya que el programa se quedaría sin las dos figuras femeninas que están desde sus inicios, haciéndose audiciones para buscar a sus reemplazantes.
Sin embargo, hubo revuelo por declaraciones de Valdebenito, qué señalo que su renuncia fue porque "no quería seguir siendo un gomero", además de diversos rumores de rivalidades entre los integrantes del programa que habrían gatillado las renuncias, incluso se declaró que algunos integrantes no se hablaban, y la existencia de un supuesto acoso laboral por parte del personal masculino en contra de las dos.

### Conflicto con el Consejo Nacional de Televisión
El programa estrenó en la quinta temporada  (abril de 2010) diversas recreaciones, sin embargo llamó la atención unos gags sobre Jesús, y otros personajes de la Biblia, que fueron rechazados por ciertos sectores del público por mezclar su humor absurdo y doble sentido con asuntos de religión.
El Consejo Nacional de Televisión decidió analizar el asunto, y concluyó formulando cargos al CDLC por "vulnerar al principio democrático", el presidente del consejo, Herman Chadwick declaró que la decisión se había tomado por haberse burlado de un personaje cristiano.
Inmediatamente después, el director ejecutivo de CHV, Jaime de Aguirre, defendió al programa, y la diputada PPD Carolina Tohá criticó la resolución del Consejo Nacional de Televisión.
Finalmente, tras meses de polémica, el 7 de noviembre de 2010 el CNTV retiró las cargos en contra del programa, en una decisión tomada de forma unánime por los miembros de la entidad.
Sin embargo, Pedro Ruminot declaró que, a pesar de estar contento por el retiro de las acusaciones, el daño provocado a la libertad de contenidos del programa es irreparable.
Este bullado caso no fue el único: justo dos años antes, en abril de 2008, el programa recibió cargos de la misma entidad televisiva, por el gag "El Celoso".